# Мария Ангелина
Мария Ангелина Комнина (на гръцки: Μαρία Αγγελίνα Κομνηνή) е византийска принцеса, внучка на император Алексий I Комнин и племениица на император Йоан I Комнин.
Мария е дъщеря на Константин Ангел и на византийската принцеса Теодора Комнина. Майката на Мария е дъщеря на византийския император Алексий I Комнин и на съпругата му Ирина Дукина. Така Мария е член на двете византийски императорски фамилии на Комнините и на Ангелите. Тя е леля по бащина линия на императорите Алексий III Ангел и Исак II Ангел – синове на брат ѝ Андроник Дука Ангел.
Мария Ангелина е омъжена за Константин Камица. Двамата имат две деца:
- неизвестна по име дъщеря
- Мануил Камица (ок. 1150 – сл. 1202)

Възможно е Константин Камица и Мария Ангелина да са имали още един син на име Йоан Комнин, познат от един печат, датиран от последната третина на XII век, върху който е отбелязано, че въпросният Йоан Комнин, който използвал престижната фамилия на майка си, бил син на Камица.
Една епитафия от Теодор Продром (ум. ок. 1156/1158 г.), посветена на Константин Камица, съобщава, че Мария надживяла съпруга си.

### Цитирана литература
- ((en)) Gkoutzioukostas, A.; Wassiliou-Seibt, A-K. (2018). The Origin and the Members of the Kamytzes Family. – Dumbarton Oaks Papers, 72. Dumbarton Oaks, Trustees for Harvard University, 2018,  169–180, JSTOR 26892568, https://www.academia.edu/38296043/The_Origin_and_the_Members_of_the_Kamytzes_Family_A_Contribution_to_Byzantine_Prosopography
- ((el)) Varzos, Konstantinos (1984). Η Γενεαλογία των Κομνηνών, A. Thessaloniki: Centre for Byzantine Studies, University of Thessaloniki, OCLC 834784634, архив на оригинала от 11 април 2019, https://web.archive.org/web/20190401114347/https://www.kbe.auth.gr/sites/default/files/bkm20a2.pdf
- ((el)) Varzos, Konstantinos (1984). Η Γενεαλογία των Κομνηνών, A. Thessaloniki: Centre for Byzantine Studies, University of Thessaloniki, p. 90, OCLC 834784634, архив на оригинала от 11 април 2019, https://web.archive.org/web/20190401112856/https://www.kbe.auth.gr/sites/default/files/bkm20a1.pdf
- Maria Angelina, fmg.ac